# Madrasostes mirificum
Madrasostes mirificum är en skalbaggsart som beskrevs av Alberto Ballerio och Maruyama 2010. Madrasostes mirificum ingår i släktet Madrasostes och familjen Hybosoridae. Inga underarter finns listade i Catalogue of Life.